# Hervormde kerk (Oost-Souburg)
De Hervormde kerk (ook: Open Havenkerk) is een protestants kerkgebouw te Oost-Souburg, gelegen aan Oranjeplein 2.

## Geschiedenis
Oorspronkelijk was dit een katholieke Onze-Lieve-Vrouwekerk, waarvan de gotische toren uit de eerste helft van de 14e eeuw stamt. Het schip werd in de 15e eeuw gebouwd. Tijdens de godsdiensttwisten werd de kerk in 1572 zwaar beschadigd. In 1582-1583 werd de schade hersteld en het koor afgebroken, teneinde de kerk voor de protestantse eredienst geschikt te maken. In de 19e eeuw werd het interieur gewijzigd, waarbij het onder meer een hogere kap kreeg. De oorspronkelijke kolommen werden vervangen door houten stijlen. Ook werd de toren toen verhoogd.
In 1949-1950 werd de kerk gerestaureerd. Ook van 2005-2011 werd de kerk opgeknapt. Ze wordt sindsdien niet alleen voor kerkdiensten gebruikt, maar ook voor sociaal-culturele activiteiten.

## Gebouw
De toren heeft twee geledingen, de onderste is 14e-eeuws. De verhoging is 19e-eeuws en wordt gedekt door een ingesnoerd tentdak. De onderste geleding wordt geschraagd door haakse steunberen. In de toren hangt een klok van 1511, gegoten door Willem en Jaspar Moer.
Het 15e-eeuwse schip is driebeukig. Het middenschip wordt overwelfd door een houten tongewelf, de zijbeuken door een vlak plafond.
K.M. van Puffelen bouwde het orgel in 1874.